# سكوت أوينز
سكوت أوينز (بالإنجليزية: Scott Owens)‏ هو لاعب هوكي الجليد أمريكي، ولد في 7 مارس 1956 في ماديسون في الولايات المتحدة.

## وصلات خارجية
- سكوت أوينز على موقع EliteProspects.com (الإنجليزية)
- سكوت أوينز على موقع HockeyDB.com (الإنجليزية)